# 變餘結構 (地質學)
地質學中的變餘結構（Palimpsest）是指不同時間中形成的地理地貌連續疊加形成的結構。這個名詞最早是冰川學家使用，是用來描述流動方向相牴觸的冰川造成的地質結構。這些結構通常包括小規模的地形指標（即條紋）互相疊加成為規模較大的地形特徵（即鼻狀地形、鼓丘等）。

## 延伸閱讀
- Benn, D. (2001), Glacial processes past and present edited by David M. Mickelson and John W. Attig, Special Paper 337, Geological Society of America, Boulder, Colorado, 1999. No. of pages: 203. ISBN 0 8137 2337 X. Earth Surf. Process. Landforms, 26: 578. doi: 10.1002/esp.203